# Mercedes Cup 2019
La Mercedes Cup 2019 è stato un torneo maschile di tennis giocato sull'erba. È stata la 42ª edizione della Mercedes Cup, facente parte della categoria ATP Tour 250 nell'ambito dell'ATP Tour 2019. Il torneo si è giocato al Tennis Club Weissenhof di Stoccarda, in Germania, dal 10 al 16 giugno 2019.

## Partecipanti

### Teste di serie
| Nazionalità | Giocatrice            | Ranking* | Testa di serie |
| ----------- | --------------------- | -------- | -------------- |
| Germania    | Alexander Zverev      | 5        | 1              |
| Russia      | Karen Khachanov       | 11       | 2              |
| Russia      | Daniil Medvedev       | 14       | 3              |
| Georgia     | Nikoloz Basilašvili   | 16       | 4              |
| Francia     | Gaël Monfils          | 17       | 5              |
| Canada      | Milos Raonic          | 18       | 6              |
| Canada      | Félix Auger-Aliassime | 22       | 7              |
| Canada      | Denis Shapovalov      | 24       | 8              |

* Ranking al 27 maggio 2019.

### Altri partecipanti
I seguenti giocatori hanno ricevuto una wild card per il tabellone principale:
- Lucas Pouille
- Alexander Zverev
- Mischa Zverev

Il seguente giocatore è entrato in tabellone col ranking protetto:
- Jo-Wilfried Tsonga

I seguenti giocatori sono passati dalle qualificazioni:

- Dustin Brown
- Viktor Galović
- Feliciano López
- Alexei Popyrin

### Ritiri
Prima del torneo
- Pablo Carreño Busta → sostituito da  Steve Johnson
- Laslo Djere → sostituito da  Peter Gojowczyk
- Stan Wawrinka → sostituito da  Miomir Kecmanović

Durante il torneo
- Milos Raonic

## Campioni

### Singolare
Matteo Berrettini ha sconfitto in finale  Félix Auger-Aliassime col punteggio di 6-4, 7–6(11).
- È il terzo titolo in carriera per Berrettini, secondo della stagione.

### Doppio
John Peers /  Bruno Soares hanno sconfitto in finale  Rohan Bopanna /  Denis Shapovalov col punteggio di 7-5, 6-3.